# Roxann Dawsonová
Roxann Dawsonová (nepřechýleně Dawson; * 11. září 1958 Los Angeles, Kalifornie), rodným příjmením Caballerová (nepřechýleně Caballero), je americká herečka, režisérka a producentka.
Po absolvování University of California, Berkeley v roce 1980 bylo jejím prvním profesionálním angažmá role v broadwayské produkci inscenace A Chorus Line. V průběhu 80. a první poloviny 90. let působila především v divadle, v televizi či filmu pouze příležitostně hostovala v menších rolích. Objevila se např. v seriálech Nightingales, Pobřežní hlídka, Matlock, Jake a Tlusťoch či Nedotknutelní. V letech 1995–2001 hrála klingonského podporučíka B'Elannu Torresovou, jednu z hlavních postav sci-fi seriálu Star Trek: Vesmírná loď Voyager. V prvním desetiletí 21. století hostovala v seriálech Možná už zítra, Beze stopy, The Lyon's Den, Strážkyně zákona, Svádění nebo Sedm dní.
Jako režisérka debutovala dvěma epizodami Vesmírné lodi Voyager, následně režírovala díly seriálů Star Trek: Enterprise, Čarodějky, O.C., Zločiny ze sousedství, Ztraceni, Hrdinové, Sestra Hawthornová, Closer, Odložené případy, Caprica, Mentalista, Anatomie lži či Dobrá manželka. Působila též jako producentka u seriálů Drzá Jordan a Odložené případy.